# Hey Hey
Hey, Hey é o primeiro álbum da cantora Mapei, Contem 12 Faixas lançado em 23 de setembro de 2014.

## Posições do Álbum
| Ano  | Álbum   | Posições | Posições |
| Ano  | Álbum   | SWE      | US Heat  |
| ---- | ------- | -------- | -------- |
| 2014 | Hey Hey | 35       | 29       |